# 1893 aux échecs
| Années des échecs : 1890 - 1891 - 1892 - 1893 - 1894 - 1895 - 1896    |
| Décennies des échecs : 1860 - 1870 - 1880 - 1890 - 1900 - 1910 - 1920 |

Cet article présente les faits marquants de l'année 1893 aux échecs.

## Championnats nationaux
- Empire allemand : Curt von Bardeleben et Carl August Walbrodt remportent le championnat du Congrès[1],[2].
- Canada : James Narraway remporte le championnat[3].

- Écosse : William Neish Walker remporte le championnat[4].

- Pays-Bas : Dirk van Foreest remporte le championnat (non officiel).

- Suisse : Alex Popoff remporte le championnat [5].

## Naissances
- Ernst Grünfeld
- Sándor Takács

## Nécrologie
- 15 avril : Jean Dufresne, élève d'Adolf Anderssen (contre lequel il joua La Toujours Jeune) et auteur de nombreux manuels échiquéens.
- 15 juin : Ferenc Erkel